# 너와 세계가 끝나는 날에
《너와 세계가 끝나는 날에》(君と世界が終わる日に 키미토세카이가오와루히니[*])는 닛폰 TV와 Hulu에서 공동 제작한 드라마이다. 2021년 1월 17일부터 3월 21일까지 매주 일요일 밤 10시 30분 ~ 11시 25분에 시즌 1을 닛폰 TV에서 방영하였다. 3월 21일부터 4월 25일까지 시즌 2가 Hulu를 통해서 공개되었다. 시즌 3은 제작 예정이다. 주연은 타케우치 료마.

## 개요
지상파 골든 타임의 첫 좀비 액션 드라마. 닛폰 TV와 영상 스트리밍 서비스 Hulu의 공동 제작 드라마로 시즌 1이 2021년 1월부터 닛폰 TV 계열의 지상파에서 방송된 후에 시즌 2가 3월부터 Hulu에서 공개되었다. 시즌 2의 마지막화에서 시즌 3의 제작이 발표되었다.

## 프로모션
2020년 12월 1일 기준으로 대부분이 칠해진 뉴스 원고를 각 장소의 화재로부터 연기가 오르는 광경에 입혀진 불온한 티저 비주얼이 공개되었지만 내용이 좀비 액션인 것은 아직 밝혀지지 않았었다. 2021년 1월 8일에는 제작발표 회견이 원격으로 개최되었으며 타케우치를 포함한 주요 배우들이 등장하였다。

## 줄거리

### 시즌 1
자동자 정비공으로 일하고 있는 청년 마미야 히비키는 고등학교 시절부터 사귀어서 동거 중이던 인턴 의사인 연인 오가사와라 쿠루미에게 프로포즈를 하려고 준비한 어느 날, 터널 붕괴 사고에 휩쓸려버린다. 4일 후, 무너진 터널에서 히비키가 무사히 탈출하였으나 세상은 변해있었다. 교통망은 붕괴되었으며 거리에는 핏자국이 남아있다. 라디오에서는 긴급 피난 지시가 반복되어 흘러나왔다. 유일하게 뒤쳐져서 미우라반도 전역이 경계 구역으로 봉쇄된 것을 알게 된 히비키는 절망적인 상황 속에서 쿠루미를 찾기 시작한다.

### 시즌 2
절망적인 상황을 극복하고 히비키 일행은 이 세계에서 유일하게 안전하다고 생각되는 곳 ‘희망의 집’에 도달한다. 그곳에는 다양한 문제를 포함하거나 고도한 생활 수준을 유지하는 공동체가 있었다.
쿠루미가 어느 증상에 빠져서 히비키와의 관계에 중대한 변화가 생긴다. 쿠루미는 해결에 동분서주하는 히비키와 새로운 감정을 가지게 된다. 두 사람의 관계의 변화와 빌붙는 사람들의 다양한 인간관계를 중심으로 수수께끼의 남자와 그 무리가 희망의 집의 사람들에게 위기를 가져온다.
각각의 선택, 유대, 희생으로 진행되는 시즌 2는 히비키와 살아남은 동료는 다음 단계로 향하게 된다.

## 등장 인물

### 주요 인물
- 타케우치 료마 : 마미야 히비키(間宮響) 역 (아역 : 코바야시 미라이) - 26세, 주인공, 자동차 정비공 청년
- 나카조 아야미 : 오가사와라 쿠루미(小笠原来美) 역 - 26세, 2년차 인턴 의사, 고등학교에서 히비키와 같은 궁도부 소속

### 미미야 가족
- 코이치 만타로 : 마미야 타쿠로(間宮拓郎) - 히비키의 아버지, 제약 회사의 연구원
- 우스다 아사미 : 마미야 코토코(間宮琴子) 역 - 히비키의 어머니

### 방랑자 무리
붕괴된 터널에서 탈출한 히비키가 피난 장소까지 이동을 같이 한 생존자들이다.
- 카사마츠 쇼 : 토도로키 히로(等々力比呂) 역 - 26세, 기동 수사대 소속 경찰관으로 혼고의 부하, 히비키와 쿠루미의 고등학교 시절 동급생으로 유도부에 소속됨
- 이토요 마리에 : 히이라기 카나에(柊木佳奈恵) 역 - 21세, 대학교 3학년
- 오타니 료헤이 : 혼고 다이키(本郷大樹) 역 - 35세 - 기동 수사대 소속의 경찰관
- 사사노 타카시: 우와지마 마사오미(宇和島雅臣) 역 - 68세, 소설가
- 마키타 스포츠 : 코모토 요헤이(甲本洋平) 역 - 46세, 이삿집 센터 업자이며 민준의 상사
- 안도 타마에 : 미하라 쇼코(三原紹子) 역 - 40세, 간호사, 유즈키의 엄마
- 요코미조 나호 : 미하라 유즈키(三原結月) 역 - 10세, 초등학생, 쇼코의 딸
- 스즈노 스케 : 아즈마 신지(吾妻伸二) 역 - 36세, 퀵서비스 라이더
- 김재현(엔플라잉) : 유민준 역 - 24세, 한국인 청년, 지안의 동생, 이삿집 센터의 아르바이트생으로 코모토의 부하
- 하세가와 토모하루 : 코마에 사토시(狛江聡) 역 - 기자, 미하라 쇼코의 남편
- 이노우에 에리코 : 코이케(小池) 역

### 주둔지 사람들
피난 장소로 사용된 요코스카 주둔지를 거점으로 하는 생존자들이다.
- 타키토 켄이치 : 슈토 코키(首藤公貴) 역 - 46세, 골렘 바이러스 연구자
- 진보 사토시 : 우시고메 코지로(牛込浩二郎) 역 - 55세, 요코스카 주둔지 자위대의 우두머리 자위관, 일등육좌
- 아사카 코다이 : 쿠와타 리쿠토(桑田陸斗) 역 - 28세, 요코스카 주둔지 자위대의 자위관, 중대장, 일등육위
- 호리케 카즈키 : 사와 켄타로(沢健太郎) 역 - 삼등육위, 쿠와타의 부하이자 동료
- 츠보네 유토 : 우미노 와타루(海野航) 역 - 18세, 신인 자위관
- 카나이 유타 : 미스미(三角) 역 - 자위관, 이등육좌
- 현리 : 지안 역 - 31세 - 한일 신흥 감염증 대책기구의 연구자, 민준의 누나
- 야기 타쿠미 : 카츠시마 준(葛島俊) 역 - 26세, 연구원, 지안의 부하
- 타나카 카나우 : 타치바나 쇼리(橘勝利) 역- 15세, 피난소에서 쿠루미가 만난 형제 중에서 오빠
- 니츠 치세 : 타치바나 마나(橘愛奈) 역 - 8세, 피난소에서 쿠루미가 만난 형제 중에서 여동생
- 타카타 와카코 : 슈토의 아내 역

### 츠보이 일당
골렘 바이러스가 널리 퍼지기 이전에 감염된 의문으로 요코스카 시내의 연구소에 격리되었으며 은폐를 위해서 피난지시 후에도 갇혀있던 집단이다. 연구소로부터 도망쳐 쇼핑몰에 잠복해 있었지만, 현재는 사루노시마로 이동하고 있다.
- 코쿠보 토시히토 : 츠보이(坪井) 역 - 30세, 츠보이 일당의 리더
- 타나카 미치코 : 하루(ハル) 역 - 29세, 츠보이 일당의 일행
- 요시네 쿄코 : 나카고시 미아(中越美亜) 역 - 22세 - 유명 여배우
- 스즈키 사키 : 사쿠라(さくら) 역 - 츠보이 일당이 보호하고 있는 소녀
- 스와 타로 : 카케이(筧) 역 - 츠보이 일당이 보호하고 있는 고령 남성

### 사루노시마 사람들
관광에 사용되었던 무인도이다.
- 우노 쇼헤이 : 오마에자키(御前崎) 역 - 마루노시마에서 츠보이 일당이 표착하기 이전부터 생활하고 있던 의사

### 희망의 집 사람들
골렘 바이러스가 널리 퍼진 종말 세계에서 주파수 73.4Hz의 FM 방송으로 생존자의 긴급 피난처에 대한 내용을 말하고 있다. 시즌 2부터 등장한다.
- 혼고 카나타 : 아키요시 렌(秋吉蓮) 역 - 미사코의 아들, 이전 ‘아키요시 리조드’ 전무이사
- 하마다 마리 : 아키요시 미사코(秋吉美佐子) 역 - 렌의 어머니, ‘희망의 집’ 리더, 전 ‘아키요시 리조트’ 사장
- 요시자와 히사시 : 노로 쇼헤이(野呂翔平) 역 - 전 피난민
- 키무라 료 : 헨미 시게루(辺見茂) 역 - 미사코의 전 비서
- 마오 : 츠노모리 나나코(津ノ森菜々子) 역 - 피난처의 주인
- 미우라 료타 : 츠노모리 후타(津ノ森颯太) 역 - 미사코의 남편

### 그 외
- 김재현(엔플라잉) : 수수께끼의 남자 역 - 민준과 빼닮은 남성

## 용어
골렘 바이러스(ゴーレムウイルス, ゴーレムウィルス)
극 중 세계에 존재하는 가공의 바이러스이다. 봉쇄 구역이 된 미우라반도에서 널리 퍼졌으며 한일신흥감염증대책기구에서 감염자들을 골렘 바이러스로 이름 붙이게 되었다 골렘에게 물리는 것으로 바이러스에 감염되며, 물린 인간도 골렘이 된다.

## 스태프
- 각본 : 이케다 나츠코
- 연출 : 스가와라 아키노, 나카유키 츠요시, 쿠보타 미츠루
- 특수 분장 조형 감독 : 이시노 타이가
- 감염증 감수 : 카미 마사히로, 마시모 토모지
- 음악 : Slavomir Kowalewski, A-bee
- 주제가 : 스다 마사키 - 星を仰ぐ / 별을 우러러보다 (Epic Records Japan)[9]
- 삽입곡 : 야스다 레이 - Not the End (SME Records)[10]
- 자위대 감수 : 코시 야스히로
- 자위대 지도 : 하세베 히로유키
- 궁도 지도 : 궁마술예법 오가사와라 류
- 극 중 요리 : 아카호리 히로미
- 레시피 감수 : 토바 슈사쿠
- VFX : Spade&Co. (스페이드 앤드 컴퍼니)
- 액션 감수 : 시바하라 타카노리
- 건 이펙트 : 하야와카 히카리
- 카 스턴트 : 타카하시 레이싱
- 책임 프로듀서 : 카토 마사토시, 차노마에 카오루
- 프로듀서 : 스즈키 아키노, 키토 나오타카, 이토 히로시
- 헙력 프로듀서 : 시라이시 카오루
- 제작 : 후쿠시 아츠시, 나가사와 카즈시
- 제작 협력 : AX-ON Inc.
- 제작 저작 : 닛폰 TV, HJ Holdings,Inc

## 방영 일정
최저 시청률과 최고 시청률은 시청률 조사회사와 지역별로 시청률에 차이가 있을 수 있습니다.
| #           | 방송일      | 연출            | 비디오 리서치 시청률 간토 지구 |
| ----------- | ----------- | --------------- | ------------------------------ |
| 제1화       | 1월 17일    | 스가와라 신타로 | 8.4%                           |
| 제2화       | 1월 24일    | 스가와라 신타로 | 8.2%                           |
| 제3화       | 1월 31일    | 나카유키 츠요시 | 8.0%                           |
| 제4화       | 2월 7일     | 나카유키 츠요시 | 8.4%                           |
| 제5화       | 2월 14일    | 쿠보타 미츠루   | 7.2%                           |
| 제6화       | 2월 21일    | 쿠보타 미츠루   | 7.1%                           |
| 제7화       | 2월 28일    | 스가와라 신타로 | 7.1%                           |
| 제8화       | 3월 7일     | 나카유키 츠요시 | 7.1%                           |
| 제9화       | 3월 14일    | 스가와라 신타로 | 7.8%                           |
| 제10화      | 3월 21일    | 스가와라 신타로 | 8.4%                           |
| 평균 시청률 | 평균 시청률 | 평균 시청률     | 7.7%                           |

| #     | 공개일   | 부제목 | 연출 |
| ----- | -------- | ------ | ---- |
| 제1화 | 3월 21일 |        |      |
| 제2화 | 3월 28일 |        |      |
| 제3화 | 4월 4일  |        |      |
| 제4화 | 4월 11일 |        |      |
| 제5화 | 4월 18일 |        |      |
| 제6화 | 4월 25일 |        |      |

### 참조주
1. ↑  “＜竹内涼真＞2021年1月新ドラマで“絶対に諦めない男”に! 「楽しみな反面『これはとんでもないぞ』と思っています(笑)」 （1/2）” [＜타케우치 료마＞2021년 1월 새 드라마에서 “절대로 포기하지 못하는 남자”로! "즐거운 반면 '이건 말도 안된다"라고 생각해요 ㅋㅋ" (1/2)]. 《ザテレビジョン》 (일본어) (KADOKAWA). 2020년 10월 9일. 2021년 1월 1일에 확인함.
2. ↑  “竹内涼真、連ドラ主演で初ブリーチ 2シーズンで終末世界のサバイバルラブストーリー描く” [타케우치 료마, 연속극 주연으로 첫 브리치 두 시즌으로 종말 세계의 서바이벌 러브 스토리를 그린다]. 《シネマトゥデイ》 (일본어) (シネマトゥデイ). 2020년 10월 9일. 2021년 1월 1일에 확인함.
3. ↑  “竹内涼真主演で地上波ゴールデンタイム初のゾンビアクションドラマ放送へ 日本テレビ×Hulu共同製作『君と世界が終わる日』初映像を解禁” [타케우치 료마 주연으로 지상파 골든 타임 첫 좀비 액션 드라마 방송으로 닛폰TV×Hulu 공동제작 "너와 세계가 끝나는 날" 첫 영상을 해금]. 《SPICE》 (일본어) (イープラス). 2020년 12월 8일. 2021년 1월 1일에 확인함.
4. ↑  “君と世界が終わる日に：シーズン3製作決定　“響”竹内涼真は続投へ　シーズン2新予告映像も公開” [너와 세계가 끝나는 날에: 시즌 3 제작 결정 '히비키' 타케우치 료마는 교체 없이 시즌 2 새 예고 영상도 공개]. 《MANTANWEB》 (일본어). 株式会社MANTAN. 2021년 4월 25일. 2021년 4월 26일에 확인함.
5. ↑  “竹内涼真主演 新ドラマ『きみセカ』の不穏なティザービジュアル、読める部分をつなげると…” [타케우치 료마 주연 새 드라마 "너세계"의 불온한 티저 비주얼, 읽을 수 있는 부분을 이으며…]. 《ドワンゴジェイピーnews》 (일본어) (ドワンゴ). 2020년 12월 1일. 2020년 12월 1일에 원본 문서에서 보존된 문서. 2021년 1월 14일에 확인함.
6. ↑  “竹内涼真「面白かった」日本初地上波でゾンビドラマ” [타케우치 료마 '재미있었다' 일본 첫 지상파에서 좀비 드라마]. 《日刊スポーツ》 (일본어) (日刊スポーツ新聞社). 2021년 1월 9일. 2021년 1월 14일에 확인함.
7. 1 2  “ゴーレムウィルス” [골렘 바이러스]. 《君と世界が終わる日に 記者・狛江の取材メモ ゴーレムウィルス》 (일본어). 日本テレビ. 2021년 2월 3일. 2021년 2월 8일에 확인함.
8. ↑  “竹内涼真主演『君と世界が終わる日に』　玄理、浅香航大、神保悟志ら出演” [타케우치 료마 주연 "너와 세계가 끝나는 날에" 현리, 아사카 코다이, 진보 사토시 등 출연]. 《ORICON NEWS》 (일본어) (オリコン). 2021년 1월 17일. 2021년 2월 8일에 확인함.
9. ↑  “菅田将暉、『きみセカ』主題歌を担当 主演・竹内涼真「自分と響に向けて歌ってくれた」” [스다 마사키, "너세계" 주제가를 담당, 주연 타케우치 료마 '자신과 히비키를 향해서 노래해줬다']. 《ORICON NEWS》 (일본어) (oricon ME). 2021년 1월 3일. 2021년 1월 14일에 확인함.
10. ↑  “安田レイ、ドラマ「きみセカ」の挿入歌担当” [야스다 레이, 드라마 "너세계"의 삽입곡 담당]. 《日テレNEWS24》 (일본어) (日本テレビ). 2021년 1월 11일. 2021년 1월 11일에 확인함.[깨진 링크(과거 내용 찾기)]
11. ↑  “竹内涼真主演の新ドラマ「君と世界が終わる日に」初回視聴率8.4%でスタート” [타케우치 료마 주연의 새 드라마 "너와 세계가 끝나는 날에" 첫 방송 시청률 8.4%로 시작]. 《スポーツ報知》 (일본어). 報知新聞社. 2021년 1월 18일. 2021년 1월 18일에 확인함.
12. ↑  “竹内涼真主演「君と世界が終わる日に」第2話視聴率は8.2% 初回から0.2ポイント減” [타케우치 료마 주연 "너와 세계가 끝나는 날에" 2화 시청률은 8.2% 첫방보다 0.2 감소]. 《スポーツ報知》 (일본어) (報知新聞社). 2021년 1월 25일. 2021년 1월 25일에 확인함.
13. ↑  “竹内涼真主演「君と世界が終わる日に」第3話視聴率は8.0% 前回から0.2ポイント減” [타케우치 료마 주연 "너와 세계가 끝나는 날에" 3화 시청률은 8.0%로 이전 회차보다 0.2 감소]. 《スポーツ報知》 (일본어) (報知新聞社). 2021년 2월 1일. 2021년 2월 1일에 확인함.
14. ↑  “竹内涼真主演「君と世界が終わる日に」第4話視聴率は8.4% 前回から0.4ポイント増” [타케우치 료마 주연 "너와 세계가 끝나는 날에" 4화 시청률은 8.4%로 이전 회차보다 0.4 증가]. 《スポーツ報知》 (일본어) (報知新聞社). 2021년 2월 8일. 2021년 2월 8일에 확인함.
15. ↑  “竹内涼真主演「君と世界が終わる日に」第5話視聴率7.2% 前回から1.2ポイント減” [타케우치 료마 주연 "너와 세계가 끝나는 날에" 5화 시청률 7.2%로 이전 회차보다 1.2 감소]. 《スポーツ報知》 (일본어) (報知新聞社). 2021년 2월 15일. 2021년 2월 15일에 확인함.
16. ↑  “竹内涼真主演「君と世界が終わる日に」第6話視聴率7.1% 前回から0.1ポイント微減” [타케우치 료마 주연 "너와 세계가 끝나는 날에" 6화 시청률 7.1%로 이전 회차보다 0.1 감소]. 《スポーツ報知》 (일본어) (報知新聞社). 2021년 2월 22일. 2021년 2월 22일에 확인함.
17. ↑  “竹内涼真主演「君と世界が終わる日に」第7話視聴率は世帯7.1%、個人4.0%” [타케우치 료마 주연 "너와 세계가 끝나는 날에" 7화 시청률은 세대 7.1%, 개인 4.0%]. 《スポーツ報知》 (일본어) (報知新聞社). 2021년 3월 1일. 2021년 3월 1일에 확인함.
18. ↑  “竹内涼真主演「君と世界が終わる日に」第8話視聴率は世帯7.1%、個人4.1%” [타케우치 료마 주연 "너와 세계가 끝나는 날에" 8화 시청률은 세대 7.1%, 개인 4.1%]. 《スポーツ報知》 (일본어) (報知新聞社). 2021년 3월 8일. 2021년 3월 8일에 확인함.
19. ↑  “竹内涼真主演「君と世界が終わる日に」最終回直前の第9話視聴率7.8% 前回より0.7ポイント増” [타케우치 료마 주연 "너와 세계가 끝나는 날에" 마지막 화 직전인 9화 시청률 7.8%로 이전 회차보다  0.7 증가]. 《スポーツ報知》 (일본어) (報知新聞社). 2021년 3월 15일. 2021년 3월 15일에 확인함.
20. ↑  “竹内涼真主演「君と世界が終わる日に」最終回視聴率は番組最高タイ8.4%” [타케우치 료마 주연 "너와 세계가 끝나는 날에" 마지막화 시청률은 방송 최고 기록과 같은 8.4%]. 《スポーツ報知》 (일본어) (報知新聞社). 2021년 3월 22일. 2021년 3월 22일에 확인함.